# Divisió administrativa de Luxemburg

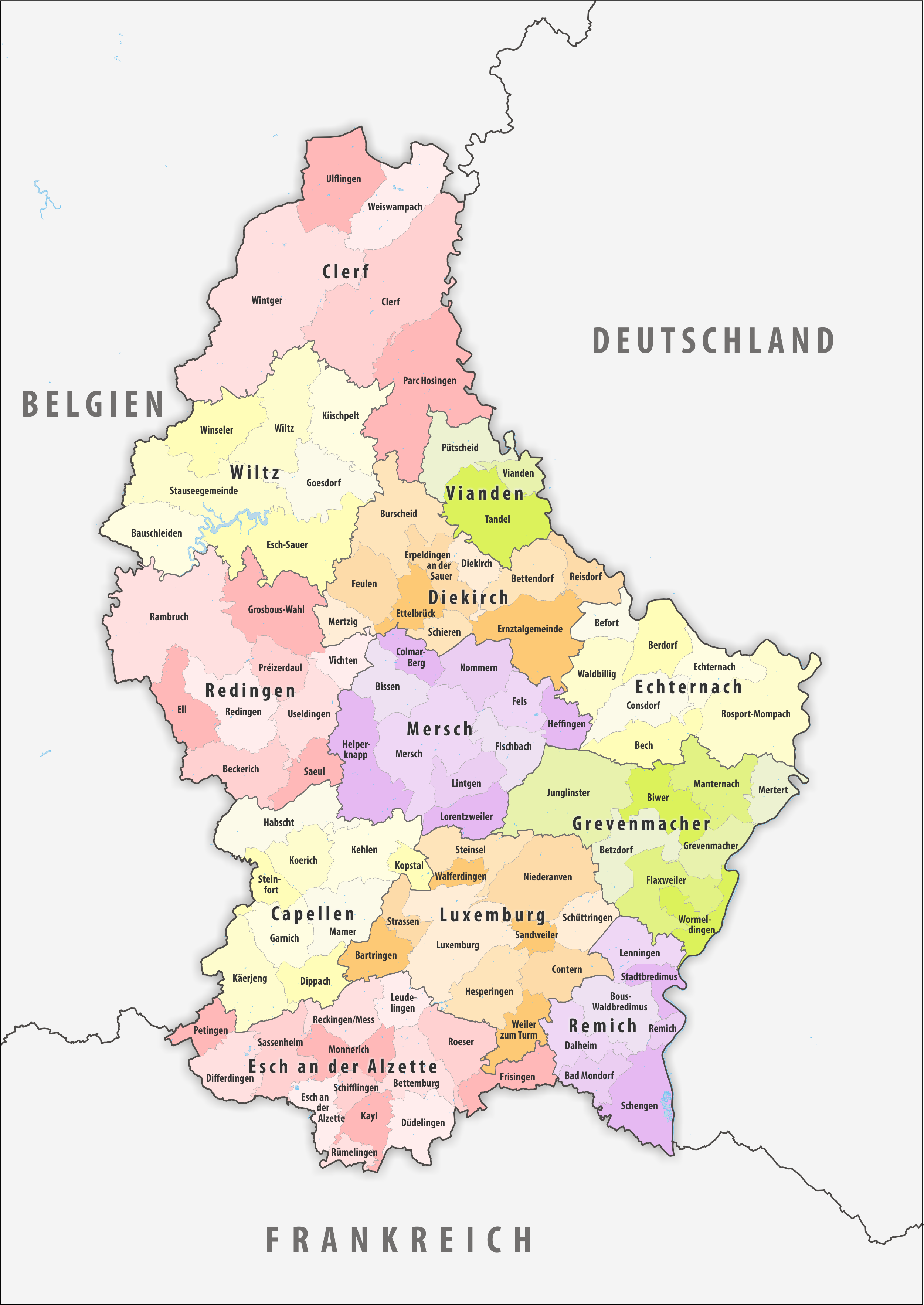
Divisió Administrativa de Luxemburg

L'actual divisió administrativa de Luxemburg data de l'any 2015. El Gran Ducat, abans dividit en 3 districtes, va passar a estar format per 12 cantons. Els cantons agrupen els diferents municipis o comuns.

## Antics districtes
Vegeu article: Districtes de Luxemburg
Luxemburg fou dividit en districtes fins a l'octubre de 2015:
- Diekirch
- Grevenmacher
- Luxemburg

## Cantons
Article principal: Cantons de Luxemburg
Els 12 cantons de Luxemburg van ser establerts en la seva forma actual el 1843. Des del 2015 i la abolició dels districtes, constitueixen la divisió més alta de Luxemburg, tot i que no tenen administració pròpia.

## Municipis
Article principal: Llista de municipis de Luxemburg
Els cantons són dividits en communes (municipis), la divisió administrativa més petita a Luxemburg.

## Ciutats
Article principal: Llista de ciutats de Luxemburg
12 communes tenen estatut de ciutat. La Ciutat de Luxemburg, la capital, és la més poblada del país.